# دونوروفين لومبنغاراف
دونوروفين لخومبينغاراف (بالمنغولية: Доноровын Лүмбэнгарав)‏ (مواليد 27 يناير 1977 في منغوليا) لاعب كرة قدم منغولي دولي يجيد اللعب في خط الدفاع . يلعب حاليا لصالح نادي إرتشيم المنغولي منذ 2007 .

## روابط خارجية
- دونوروفين لومبنغاراف على موقع الاتحاد الدولي (مؤرشف)  (الإنجليزية)
- دونوروفين لومبنغاراف على موقع قاعدة بيانات كرة القدم.إي يو (الإنجليزية)
- دونوروفين لومبنغاراف على موقع ناشيونال فوتبول تيمز (الإنجليزية)
- دونوروفين لومبنغاراف على موقع Soccerway.com (الإنجليزية)
- دونوروفين لومبنغاراف على موقع عالم كرة القدم.نت (الإنجليزية)